# Tetraodorhina plana
Tetraodorhina plana är en skalbaggsart som beskrevs av Pouillaude 1917. Tetraodorhina plana ingår i släktet Tetraodorhina och familjen Cetoniidae. Inga underarter finns listade i Catalogue of Life.